# NGC 891
NGC 891 또는 콜드웰 23, 은조각 은하(Silver Sliver Galaxy)는 안드로메다자리 방향으로, 약 3,000 광년 떨어진 측면나선은하(Edge-on)이다. 윌리엄 허셜이 1784년에 발견했으며, NGC 목록으로 편입시켰다. 겉보기 등급은 +10.8 등급이다. 1986년에는 이 은하에서 초신성이 발견되기도 했는데, 당시 최대 밝기가 +14등급 이었다고 한다.

## 특징
이 은하는 지구에서 보는 은하수처럼 생겼다. 실제로, 우리 은하와 광도와 크기가 많이 유사하다. 그리고 이 은하는 NGC 1023 은하단에 속해 있다. 그래서 망원경으로 이 은하를 보면, 다른 은하들도 시야에 들어와 있는 것을 확인할 수 있다.

## 같이 보기
- 시가 은하